# Quảng cáo khiêu dâm

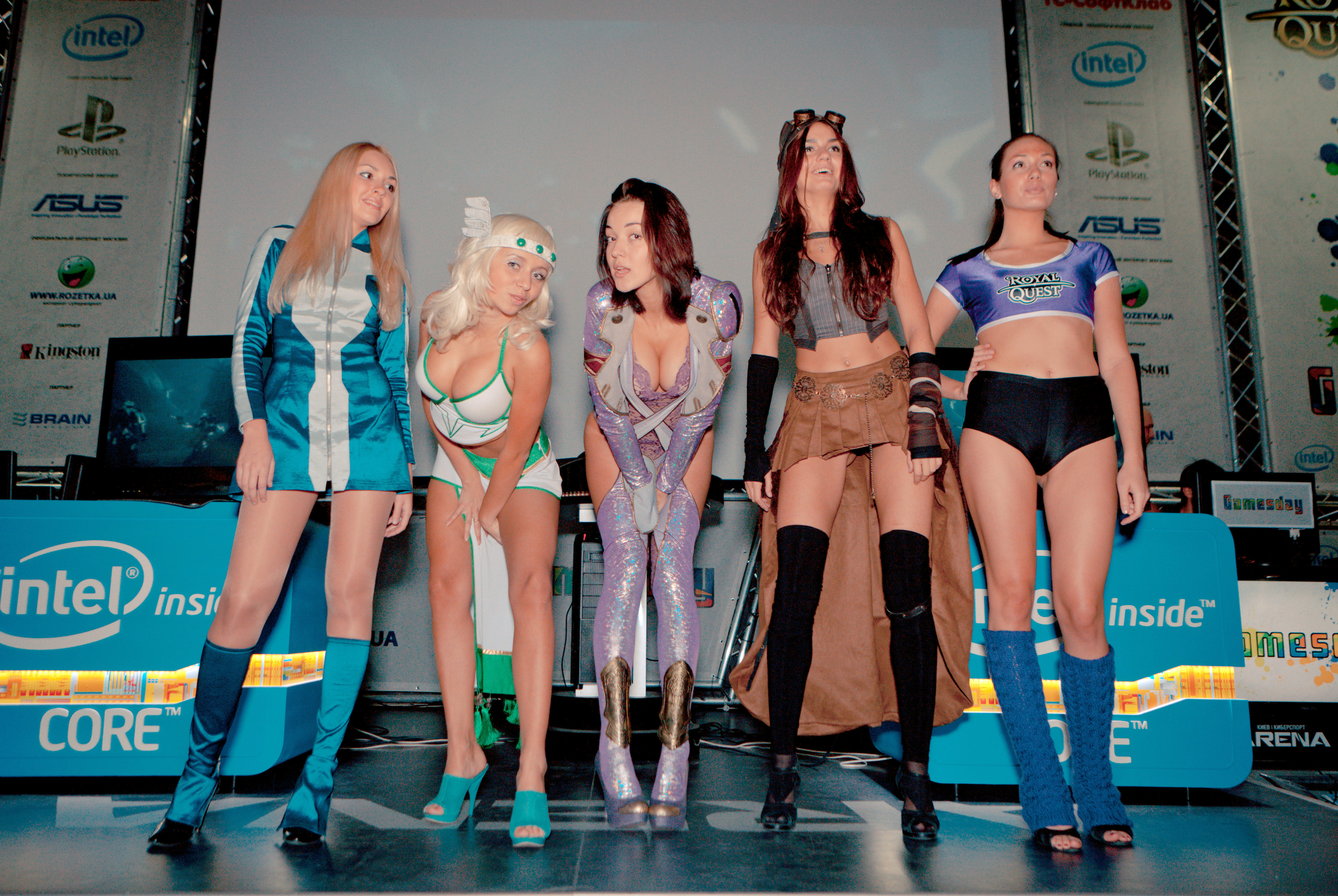
Dàn mẫu nữ quảng cáo cho một trò chơi điện tử

Quảng cáo khiêu dâm (Sex in advertising) là một chiến thuật phổ biến được sử dụng để quảng bá sản phẩm và dịch vụ thông qua việc quảng cáo hiển thị sự hấp dẫn giới tính. Quảng cáo khiêu dâm chỉ các hình thức quảng cáo sử dụng nội dung có tính chất khiêu dâm, trần trụi, hoặc gợi dục một cách trực tiếp và quá mức để thu hút sự chú ý. Loại hình quảng cáo này thường đi xa hơn mức "gợi cảm" hay "gợi tình" thái quá, thông thường và tập trung vào việc hiển thị các hình ảnh, video, hoặc ngôn từ mang tính tình dục rõ ràng, đôi khi với mục đích gây sốc. Mục đích của quảng cáo khiêu dâm có thể là để thu hút sự chú ý tối đa, nội dung gây sốc thường dễ dàng thu hút ánh nhìn và lan truyền nhanh chóng. Nó cũng được sử dụng để tạo ấn tượng mạnh cho thương hiệu hoặc sản phẩm được ghi nhớ, dù có thể là theo chiều hướng tiêu cực. Cách này cũng nhằm tiếp cận thị trường ngách, nhắm đến đối tượng khách hàng có sự quan tâm đặc biệt đến nội dung khiêu dâm hoặc các sản phẩm, dịch vụ liên quan. Nó tạo ra hiệu ứng khiêu khích dư luận, tạo ra tranh cãi, ý kiến trái chiều để tăng cường độ phủ sóng truyền thông miễn phí.

## Đại cương

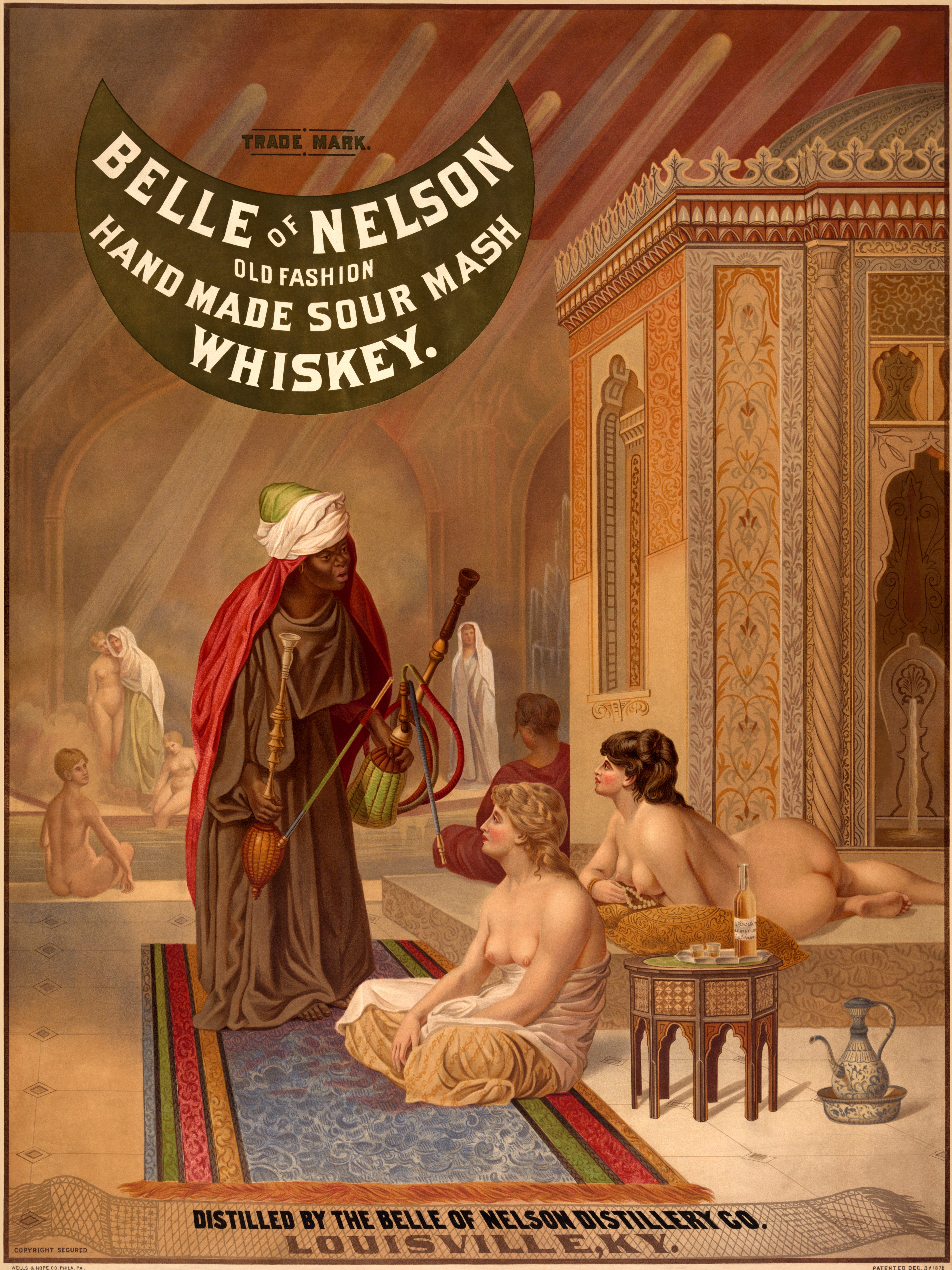
Áp phích Belle of Nelson quảng cáo loại rượu whisky chua, khắc họa một hậu cung Thổ Nhĩ Kỳ gồm những phụ nữ da trắng khỏa thân, và một người đàn ông da đen (có lẽ là hoạn quan) với tẩu thuốc

Nghiên cứu chỉ ra rằng nội dung khiêu dâm, bao gồm cả hình ảnh khiêu dâm, thường được sử dụng để định hình hoặc thay đổi nhận thức của người tiêu dùng về một thương hiệu, ngay cả khi nó không liên quan trực tiếp đến sản phẩm hoặc dịch vụ được quảng cáo. Cách tiếp cận này, được gọi là "bán hàng bằng sex", đã trở nên phổ biến hơn trong các công ty, dẫn đến những tranh cãi xung quanh việc sử dụng các chiến dịch khiêu dâm trong quảng cáo. Quảng cáo chính thống đương đại trên nhiều nền tảng truyền thông khác nhau như tạp chí, trực tuyến và truyền hình, thường kết hợp các yếu tố tình dục để tiếp thị một loạt các sản phẩm và dịch vụ mang thương hiệu. Hình ảnh khiêu gợi của những người đàn ông và phụ nữ ăn mặc hấp dẫn thường được sử dụng để quảng bá quần áo, rượu, sản phẩm làm đẹp và nước hoa. 
Các thương hiệu nổi tiếng như Calvin Klein, Victoria's Secret và Pepsi sử dụng hình ảnh này để tạo dựng sự hiện diện hấp dẫn trên phương tiện truyền thông. Trong một số trường hợp, nội dung tình dục được thể hiện công khai, trong khi ở những trường hợp khác, nó được lồng ghép một cách tinh tế với những gợi ý khó nhận biết nhằm tác động đến khán giả mục tiêu. Hơn nữa, nội dung tình dục đã được sử dụng để quảng bá các sản phẩm chính thống vốn không gắn liền với tình dục. Ví dụ, việc Nhà hát Opera Dallas tiếp thị những khía cạnh gợi cảm hơn trong các buổi biểu diễn của mình được cho là đã góp phần thúc đẩy doanh số bán vé. 
Một cuốn sách đã được xuất bản năm 1979 của nhà nhân chủng học xã hội người Canada Erving Goffman có tựa đề Quảng cáo giới tính (Gender Advertisements) là một loạt nghiên cứu về giao tiếp thị giác và cách thức thể hiện giới tính trong quảng cáo truyền tải những thông điệp tinh tế, tiềm ẩn về vai trò tình dục được thể hiện qua hình ảnh nam tính và nữ tính trong quảng cáo. Cuốn sách là một bài luận trực quan về vai trò giới tính trong quảng cáo và biểu tượng ngụ ý trong hình ảnh nam giới và nữ giới trong quảng cáo. Khi các cặp đôi được sử dụng trong quảng cáo, vai trò giới tính của mỗi người cũng gửi đi thông điệp. Sự tương tác giữa các cặp đôi có thể gửi đi thông điệp về sự thống trị và quyền lực tương đối, đồng thời có thể tạo ra khuôn mẫu về vai trò của một hoặc cả hai người. Thông thường, thông điệp rất tinh tế, và đôi khi quảng cáo thu hút sự chú ý bằng cách thay đổi vai trò khuôn mẫu. Ví dụ: các công ty bao gồm Spotify, Airbnb, Lynx và Amazon.com đã sử dụng hình ảnh các cặp đôi đồng giới trong quảng cáo. Những quảng cáo này thu hút các cặp đôi đồng giới, chúng cũng tạo ra hình ảnh các công ty này khoan dung, cho phép họ thu hút đối tượng người tiêu dùng rộng rãi hơn. 
Như nhiều người tiêu dùng và chuyên gia đang nghĩ, yếu tố tình dục có thể được sử dụng để thu hút sự chú ý của người xem, nhưng điều này có thể chỉ mang lại thành công ngắn hạn. Việc sử dụng yếu tố tình dục trong quảng cáo có hiệu quả hay không phụ thuộc vào sản phẩm. Việc thanh thiếu niên tiếp xúc hàng ngày với những ảnh hưởng kiểu này trên mạng xã hội có thể ảnh hưởng đến sự phát triển của các em. Các cô gái trẻ tuổi thường bị thu hút bởi những quảng cáo này để tìm hiểu về tình yêu và các mối quan hệ. Việc sử dụng dàn người mẫu ngoại hình hấp dẫn, gợi cảm trong quảng cáo là một hình thức khêu gợi trong quảng cáo. Ngoại hình hấp dẫn có thể được truyền tải thông qua vẻ đẹp khuôn mặt, vóc dáng, mái tóc, làn da cũng như tính cách được suy diễn của người mẫu. Hình thức gợi cảm này trong quảng cáo rất hiệu quả vì nó thu hút sự chú ý và ảnh hưởng đến cảm nhận chung về quảng cáo. 
Hơn nữa, những quảng cáo như vậy tạo ra mối liên hệ giữa vẻ đẹp ngoại hình và sản phẩm, gửi thông điệp đến người tiêu dùng rằng việc mua và sử dụng sản phẩm sẽ giúp họ đạt được vóc dáng đó. Sự kích thích tình dục có thể được khơi dậy bởi sức hấp dẫn về mặt thể chất trong quảng cáo được cho là sẽ chuyển sang sản phẩm được quảng cáo. Các hãng phim thường sử dụng những poster phim khiêu khích để tăng độ phủ sóng và thu hút lượng khán giả lớn hơn. Một ví dụ điển hình là poster mang tính biểu tượng của bộ phim "Pulp Fiction" năm 1994 của Quentin Tarantino, trong đó Uma Thurman nằm sấp, mặc áo khoét cổ sâu, đi giày cao gót và hút thuốc lá mặc dù trong phim, cô mặc áo sơ mi cài nút kín đáo hơn nhiều. Ý tưởng "sex giúp bán hàng" cũng đã dẫn các hãng phim đi xa hơn một bước, đó là thay vì cho các diễn viên nữ ăn mặc theo một phong cách nhất định chỉ để quảng bá cho bộ phim, họ thiết kế trang phục thực tế dựa trên khái niệm này. Chẵng hạn như trong bộ phim Catwoman năm 2004, nữ diễn viên Halle Berry chỉ mặc một chiếc áo ngực nâng ngực màu đen với dây đeo lấy cảm hứng từ S&M, quần da rách rưới và giày cao gót với mặt nạ mèo và roi da mà các nhà bình luận nói đó là "rò rỉ [...] tình dục".